# クリスティアン・カンペストリーニ
クリスティアン・ダニエル・カンペストリーニ（Cristian Daniel Campestrini, 1980年6月16日 - ）は、アルゼンチン・ブエノスアイレス州サン・ニコラス出身の同国代表サッカー選手。エベルトン・デ・ビニャ・デル・マール所属。ポジションはゴールキーパー。

## 経歴
2009クラウスーラではPKを2本ストップした。2009年4月18日のCAベレス・サルスフィエルド戦でのホアキン・ラリベイのPKと、5月17日のボカ・ジュニアーズ戦でのフアン・ロマン・リケルメのPKである。しかし、2試合ともチームは敗れた。
2017年8月9日、プリメーラ・ディビシオンに昇格したCAチャカリタ・ジュニアーズへ加入した。
2009年4月17日、ディエゴ・マラドーナ監督によってアルゼンチン代表に招集された。5月21日のパナマ戦で途中出場し、代表初出場を記録した。

## タイトル
アルセナル
- プリメーラ・ディビシオン : 2012クラウスーラ

ブエブラ
- スーペルコパMX（英語版）: 2015